# County Dún Laoghaire-Rathdown

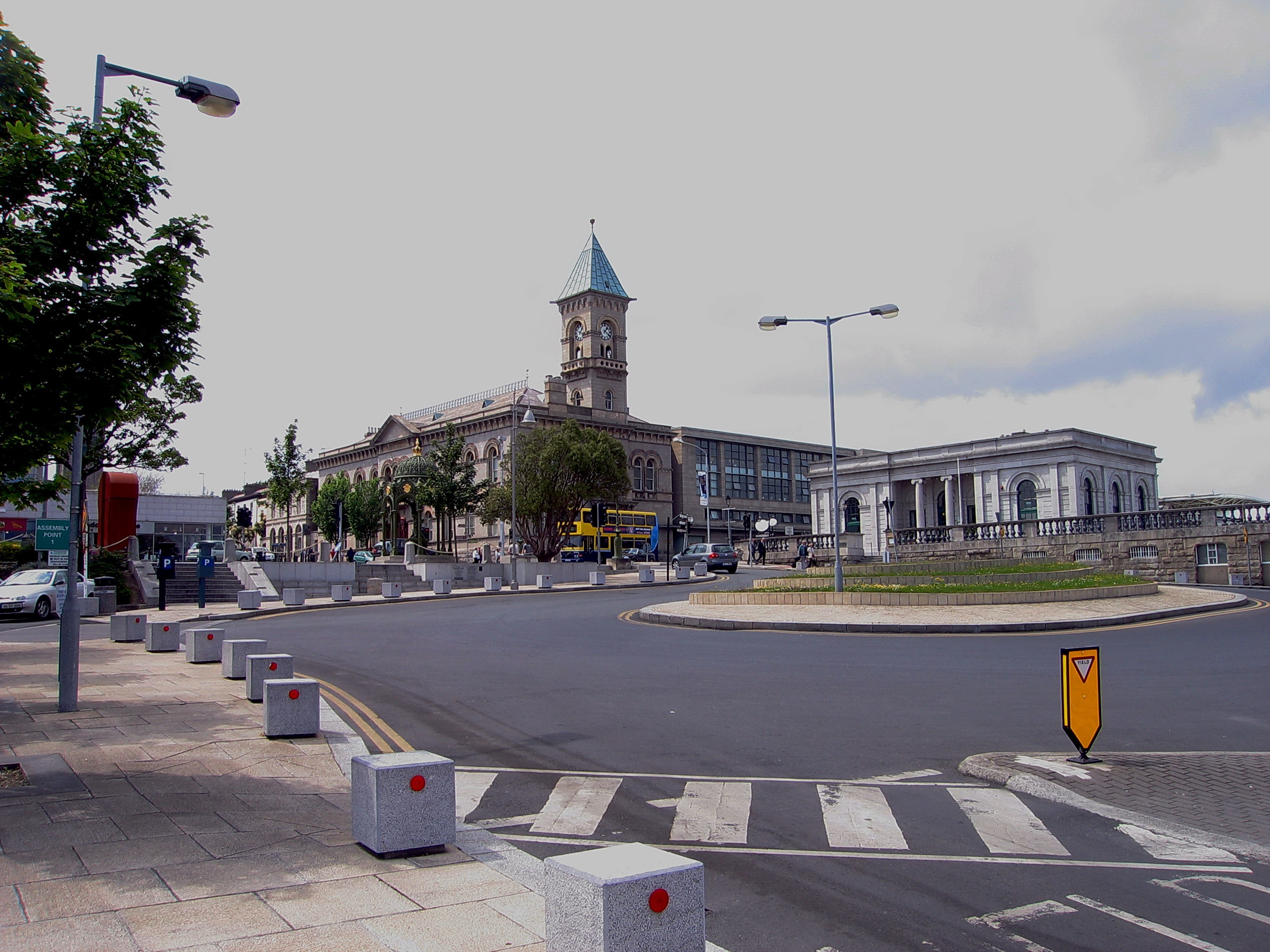
Rathaus in Dún Laoghaire

Dún Laoghaire-Rathdown (irisch Dún Laoghaire-Ráth an Dúin) ist ein  County in der Republik Irland. Es gehört nicht zu den 26 historischen Grafschaften des Landes, sondern entstand am 1. Januar 1994, als das County Dublin verwaltungstechnisch aufgeteilt wurde. Der Doppelname sollte ursprünglich nur ein Provisorium sein; bis heute hat man sich allerdings noch nicht auf einen anderen Namen einigen können.

## Geografie
Dún Laoghaire-Rathdown ist das flächenmäßig kleinste County Irlands. Es erstreckt sich südöstlich der Stadt Dublin von der Irischen See bis zu den Ausläufern der Wicklow Mountains. Im Süden und Westen wird es von den Countys Wicklow und South Dublin begrenzt.

## Verkehr
Die wichtigsten Verbindungen mit Dublin sind die DART-Bahnverbindung entlang der Küste sowie die grüne Luas-Linie. Dún Laoghaire war ein wichtiger Fährhafen. Die besonders bei Touristen beliebte Schnellfähre nach Holyhead in Nord-Wales wurde zum Ende der Sommersaison 2014 eingestellt.

## Politik
Die Sitzverteilung im Dún Laoghaire-Rathdown County Council nach der Kommunalwahl im Juni 2024 ist:
| Partei           | Sitze |
| ---------------- | ----- |
| Fine Gael        | 16    |
| Green Party      | 6     |
| Fianna Fáil      | 5     |
| Labour Party     | 5     |
| PBPS             | 2     |
| Social Democrats | 1     |
| Unabhängige      | 5     |

## Städte
Die größten Städte sind:
- Dún Laoghaire
- Dalkey
- Blackrock
- Dundrum
- Stillorgan
- Ballinteer
- Glencullen
- Shankill
- Cabinteely
- Foxrock
- Clonskeagh